# Eupithecia eszterkae
Eupithecia eszterkae là một loài bướm đêm trong họ Geometridae.